# Batignolles-i temető
A Batignolles-i temető (franciául: Cimetière des Batignolles) Párizs 17. kerületében helyezkedik el. A 10,42 hektáron elterülő sírkertben mintegy 10 000 sír található.

## Története
Párizs negyedik legnagyobb alapterületű sírkertjét 1833. augusztus 22-én nyitották meg.

## A Batignolles-i temetőben nyugvó híres személyek

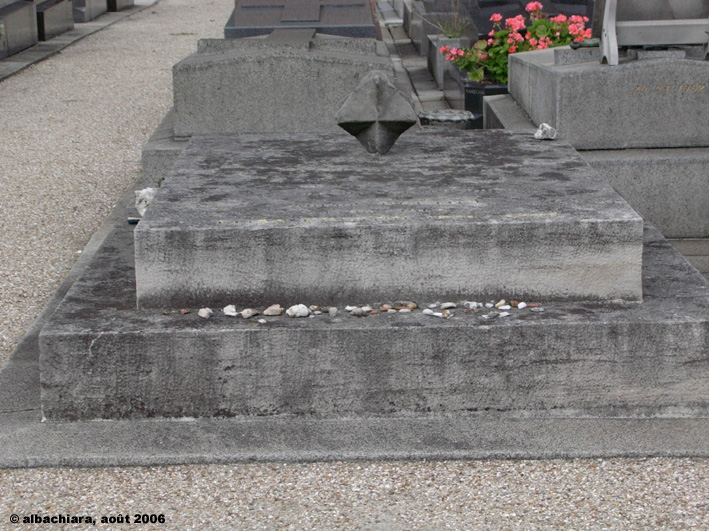
André Breton sírja

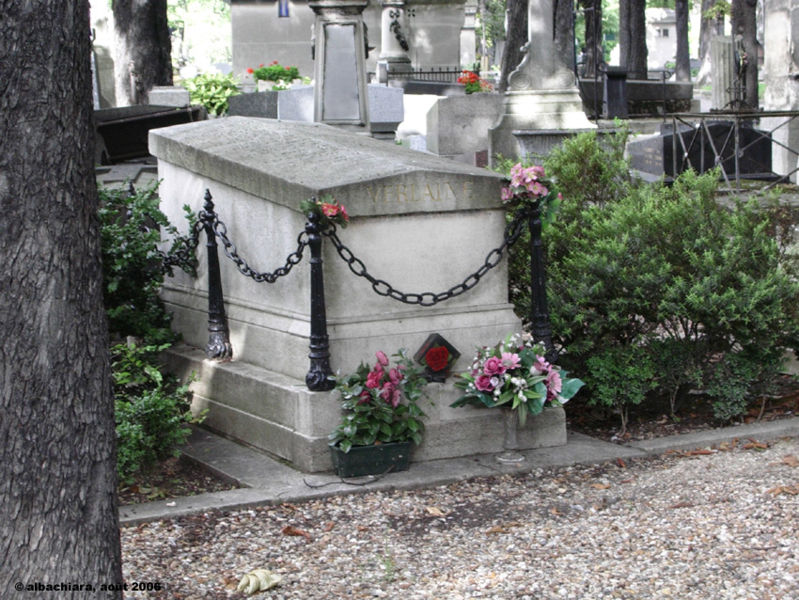
Paul Verlaine sírja

- Émilienne d'Alençon (1869–1946), francia táncosnő
- Leon Szamojlovics Bakszt (1909–1973), orosz festő, grafikus, díszlettervező, könyvillusztrátor
- André Barsacq (1909–1973) színházi rendező
- Élie Berthet (1815–1891), francia regényíró
- Jean Boyer (1901–1965), francia filmrendező
- André Breton (1896–1966), francia író, esztéta
- Blaise Cendrars (1887–1961), svájci születésű francia költő, író, újságíró, haditudósító
- Joseph Darnand (1897–1945), francia katona, politikus
- Jacques Debronckart (1934–1983), francia zenész
- Hélène Dutrieu (1877–1961), belga kerékpárversenyző, kaszkadőr, autóversenyző, pilóta
- André Hugon (1886–1960), francia filmrendező
- Charles Humbert (1866–1927), francia politikus
- Joséphin Peladan (1858–1918), francia regényíró
- Benjamin Péret (1899–1959), francia költő
- Charles-Louis Pothier (1881–1962), francia zeneszerző
- Fjodor Ivanovics Saljapin (1873–1938), orosz operaénekes, basszista
- Aimé Simon-Girard (1889–1950), francia filmszínész
- Geneviève Tabouis (1892–1985), francia újságíró
- Toyen (1902–1980), festőnő
- Ray Ventura (1908–1979), francia zenész
- Paul Verlaine (1844–1896), francia költő
- Paul Vidal (1863–1931), francia zeneszerző
- Édouard Vuillard (1868–1940), francia festő, grafikus

## Külső hivatkozások
- Cimetière des Batignolles, Mairie de Paris (franciául)
- A temető térképe a hírességek sírhelyének jelölésével Archiválva 2016. március 16-i dátummal a Wayback Machine-ben (PDF), Mairie de Paris (franciául)
- Find A Grave (angolul)